# Schallstadt
Schallstadt là một thị xã trong huyện Breisgau-Hochschwarzwald bang Baden-Württemberg thuộc nước Đức. Đô thị Schallstadt có diện tích 19,56 km², dân số thời điểm 31 tháng 12 năm 2020 là 6414 người.

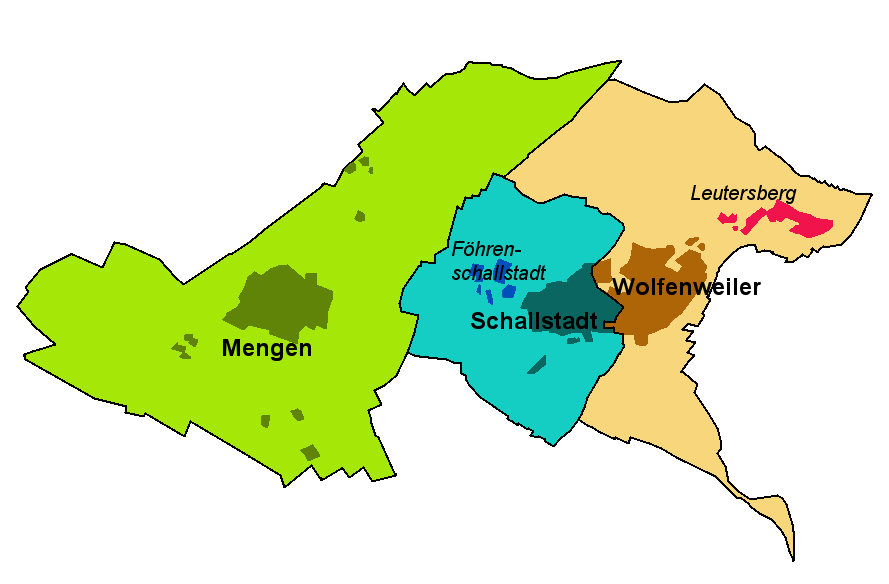
Bản đồ Schallstadt